# علي غيدان العتبي
علي غيدان مجيد العتبي، ضابط عسكري عراقي سابق برتبة فريق أول ركن، قائد القوات البرية العراقية السابق.

## الولادة والنشأة
ولد في مدينة بلدروز سنة 1374هـ/1955م، لأبوين عراقيين عربيين ينتميان إلى عشيرة عتبة.

## خدماته العسكرية
- تخرج من الجامعة العسكرية العراقية، وسافر خلال عمله إلى عدة دول منها فرنسا وألمانيا ويوغسلافيا وروسيا وبريطانيا.[1]
- التحق بعدة دورات عسكرية، وكان الأول في دورات الهندسة والتعبية الصغرى والأسلحة الخفيفة.
- عمل مع عدة ضباط يفخر بهم مثل، اللواء الركن الدكتور المهندس سهيل سعيد حمو، والفريق الركن ياسين المعيني، الفريق الركن سليمان ثويني، اللواء غازي شكر.
- واخرها قائد القوات البرية العراقية.[2]

## علي غيدان وقضية الموصل
قال عضو لجنة النزاهة النيابية عادل نوري إنه يتوجب على اقليم كردستان تشكيل لجنة تضم محامين ذوي خبرة في الملفات الداخلية والخارجية، لتقديم شكوى لدى المحكمة الاتحادية ضد المالكي، الذي يشغل حاليا منصب نائب رئيس الجمهورية، وضد كابينته.
وأوضح نوري، وهو نائب عن الاتحاد الإسلامي الكردستاني، أنه «تبين أنه (المالكي) هو من أصدر أمر انسحاب الجيش العراقي من الموصل، وتسبب في اراقة كل تلك الدماء والدمار الذي واجه اقليم كردستان».
وكان قائد القوات البرية في الجيش العراقي علي غيدان، أحد كبار القادة العسكريين الذين حققت معهم لجنة سقوط الموصل، وقال نوري إن «غيدان قال للجنة التحقيقية إنهم انسحبوا من الموصل بأمر مباشر من رئيس الوزراء (السابق) المالكي».

## مؤلفاته
- معركتنا مع الصهيونية (محاضرة ألقاها في مقر اتحاد الطلبة الفلسطيني ببغداد) نشرها الاتحاد بكراس.
- مقالات عسكرية وتراثية نشرها في المجلة العسكرية ومجلة الركن والصحف العراقية والعربية.